# Rodrigo González Mejía
Rodrigo González Mejía (m. Sitio de Lisboa, 12 de septiembre de 1384), conocido también como Ruy González Mejía. Noble castellano de la familia Mexías que llegó a ser maestre de la Orden de Santiago en 1384, durante el reinado de Juan I de Castilla.
Fue además VIII señor de La Guardia, de los Palacios de Guadajira, del castillo de la Aragonesa, y capitán general de Badajoz.

## Orígenes familiares
Según consta en un pleito de hidalguía librado en 1370 y mencionado por el historiador Gonzalo Argote de Molina, Rodrigo González Mejía era hijo de Rodrigo González Mejía y sobrino de Gonzalo Mexías, que fue maestre de la Orden de Santiago entre 1366 y 1370, aunque Francisco Ruano señaló que en realidad fue hermano de dicho maestre y de Juan González Mejía, prior de la Orden de San Juan.
Pero la mayoría de los historiadores coinciden en la actualidad en que Rodrigo González Mejía era hijo del maestre Gonzalo Mexías y de su esposa Elvira de Guzmán y hermano por lo tanto de Isabel Mexías, que contrajo matrimonio con Lorenzo I Suárez de Figueroa, maestre de la Orden de Santiago. Y el historiador Fernando Messía y Messía, por su parte, casi coincidió con los anteriores y afirmó que Rodrigo fue hijo del maestre Gonzalo Mexías, que se desconoce el nombre de su madre, y que fue hermano de Arias Mejía y de Catalina Mejía.
Pedro Mexía de Ovando en su Ovandina de nobleza afirma que Ruy González Mexía engendró en su mujer a Diego González Mexía; a Gonzalo Mexía, comendador de Segura, Camarlengo, y alférez mayor del rey Fernando I de Aragón, llamado comúnmente el infante don Fernando, que ganó a Antequera, y fue asimismo administrador y maestre de Santiago; y a Lope Suárez Mexía, comendador de Beas.
Por lo tanto, el parentesco fue paternofilial. Gonzalo, el primer maestre de la Casa de Mexía, hijo de Ruy González Mexía, siguiente Maestre del linaje.

## Biografía
Se desconoce su fecha de nacimiento. Los miembros de la familia Mejía, también llamados Mejías, Mexías, Megías o Messías, llegaron a ocupar altos cargos en la Orden de Santiago, pero fue Gonzalo Mejía el primero en llegar a ser maestre de la misma, y posteriormente muchos miembros de su familia fueron comendadores y trece santiaguistas.

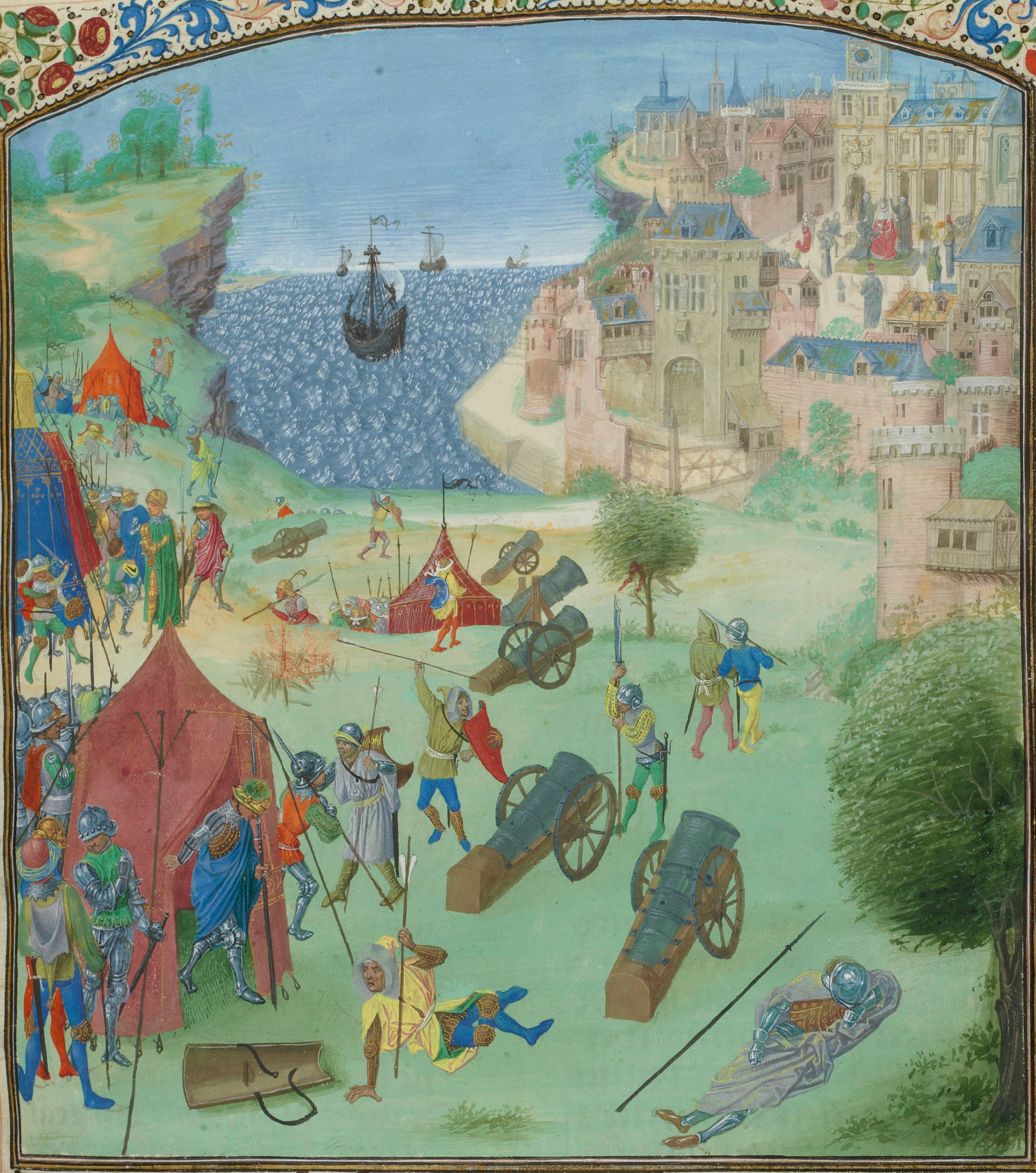
El sitio de Lisboa de 1384, representado en las Chroniques de Jean Froissart.

Rodrigo González Mejía era comendador del municipio albaceteño de Socovos en 1370, y durante el maestrazgo de Fernando Osórez llegó a ser comendador mayor del reino de León, teniendo dicha encomienda su sede en el municipio de Segura de León, ubicado en la actual provincia de Badajoz. Tuvo este caballero la Encomienda de Hornachos, y el mismo día que murió había de entrar a gozar la Encomienda mayor de León. El 20 de mayo de 1374, el rey Enrique II de Castilla le entregó el castillo y la villa de La Guardia, situada en la provincia de Jaén, y el 8 de septiembre de 1376, dos años después, Rodrigo González Mejía y los vecinos de la ciudad de Jaén que habitaban en La Guardia suscribieron un acuerdo relacionado con la defensa de esta última población y el pago de la facendera y el portazgo. Y en un documento de 1381 incluido en el Bulario de Santiago, el maestre Fernando Osórez llama a Rodrigo González Mejía «nuestro primo».
En 1384, a la muerte de Pedro Fernández Cabeza de Vaca, maestre de la Orden de Santiago, se entabló una disputa para sucederle al frente del maestrazgo entre Rodrigo González Mejía y Pedro Ruiz de Sandoval, comendador mayor del reino de Castilla, aunque este último falleció durante el pleito y fue elegido como maestre Rodrigo González Mejía, aunque su elección, como señala el historiador Francisco de Rades y Andrada en la Chronica de las tres ordenes y cauallerias de Sanctiago, Calatraua y Alcantara, «no fue canónica», ya que en el momento de la elección no estuvieron presentes ni los trece de la Orden ni los priores del convento de San Marcos de León y del monasterio de Uclés, y por ello dicho historiador considera a Rodrigo González Mejía un «intruso» entre los maestres de la Orden de Santiago.
Rodrigo González Mejía falleció a causa de la peste el 12 de septiembre de 1384, durante el asedio de Lisboa, habiendo ocupado el maestrazgo de la Orden durante seis meses, y sin que su nombramiento hubiera sido reconocido por la Santa Sede. Y a su muerte fue nombrado maestre Fernando Alfonso de Valencia, bisnieto de Alfonso X de Castilla, aunque falleció en 1384 y su nombre no aparece ni en la obra del historiador Francisco de Rades ni en la lista de los maestres de dicha Orden mencionada por el historiador Carlos de Ayala Martínez.

## Sepultura
Fue sepultado en la capilla de San Agustín de la Mezquita-catedral de Córdoba, que la viuda de Rodrigo González Mejía, Leonor Fernández de Córdoba y Carrillo, fundó el 7 de febrero de 1409, y que aún se conserva en la actualidad. Y hay constancia de que en 1634 los marqueses de La Guardia aún conservaban el patronato de dicha capilla.

## Matrimonio y descendencia
Contrajo matrimonio con Leonor Fernández de Córdoba y Carrillo o, en otras fuentes, Leonor Carrillo de Córdoba, hija de Gonzalo Fernández de Córdoba y Biedma, señor de Aguilar de la Frontera y Montilla, y de su esposa María García Carrillo, señora de Villaquirán de los Infantes, y fruto de su matrimonio nacieron varios hijos:
- Diego González Messía (m. c. 1435), IX señor de la Guardia[32] y oficial del cuchillo del rey Juan II de Castilla. Contrajo matrimonio en abril de 1396 con su pariente María García de Baeza, quien anteriormente reclamaba los derechos sobre la casa de La Guardia, y cuya filiación exacta aún está siendo debatida,[32] pero que puede ser su prima-hermana, hija de Lope Díaz de Baeza, V y VII señor de la Guardia,[32] o de Juan Ruiz de Baeza, IV señor de la Guardia.[32]
- Catalina Messía Carrillo, casada con Juan de Aragón, señor de la casa de Híjar, y de dicho matrimonio descienden los condes y posteriormente duques de Híjar.[33]
- Gonzalo Messía,[15] comendador de Segura, camarlengo y alférez mayor del rey Fernando I de Aragón, llamado comúnmente el infante don Fernando, que ganó a Antequera, y fue, asimismo, administrador y maestre de Santiago

| Predecesor: Pedro Fernández Cabeza de Vaca | Maestre de la Orden de Santiago 1384 | Sucesor: Fernando Alfonso de Valencia |